# Kushinagar (dystrykt)
Kushinagar (Hindi: कुशीनगर जिला, Urdu: کُشی نگر) – dystrykt w stanie Uttar Pradesh w północnych Indiach. Stolicą dystryktu jest miasto Padrauna.